# Ahasverus advena
Ahasverus advena là một loài bọ cánh cứng trong họ Silvanidae. Loài này được Waltl miêu tả khoa học năm 1834.

## Hình ảnh

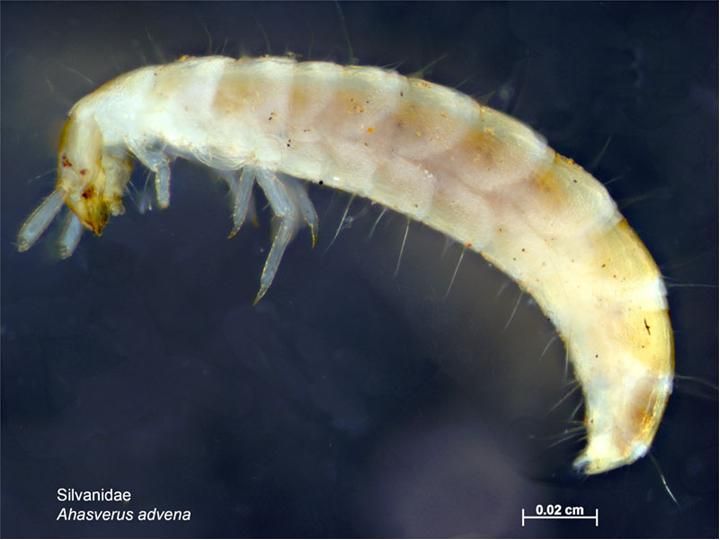
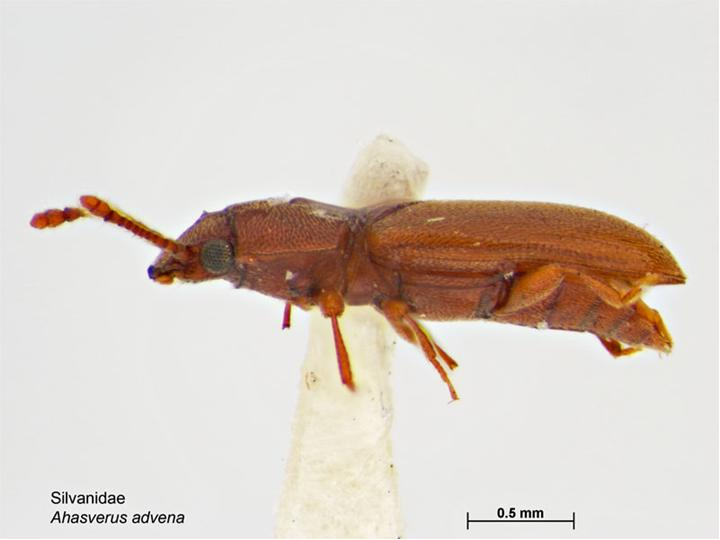